# Lokala bubblan

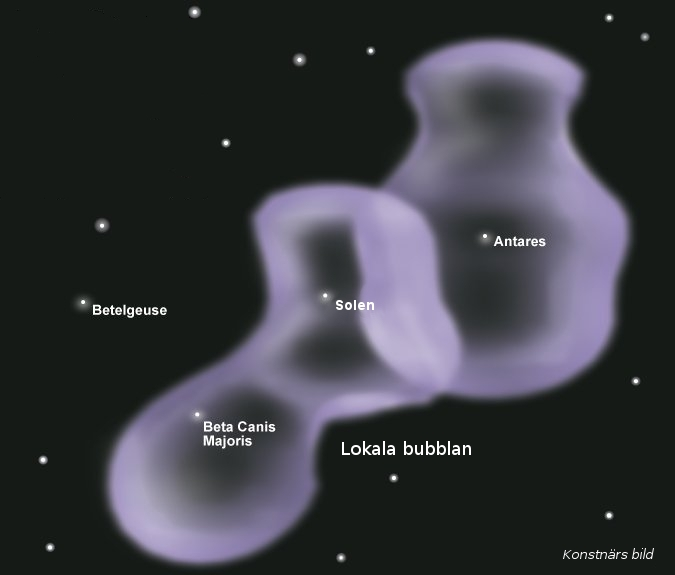
Konstnärs föreställning av Lokala bubblan (med Solen och Beta Canis Majoris) samt Loop I-bubblan (med Antares).

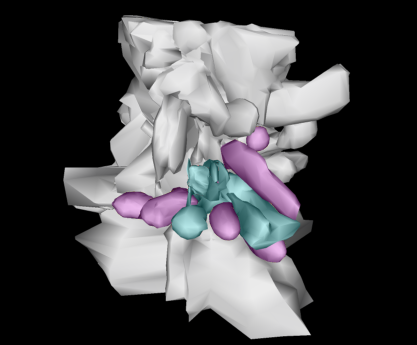
3D-variant.

Lokala bubblan är den del av Orionarmen i Vintergatan, som innehåller Lokala interstellära molnet och G-molnet
Rymdobservatoriet Cosmic Hot Interstellar Plasma Spectrometer (CHIPS eller CHIPSat), som skickades iväg i februari 2003, och användes fram till april 2008, upptäckte varm gas inom Lokala bubblan.

### Fotnoter
1. ↑  ”CHIPS - Berkeley University”. Chips.ssl.berkeley.edu. 12 januari 2003. Arkiverad från originalet den 21 november 2013. https://web.archive.org/web/20131121000528/http://chips.ssl.berkeley.edu/chips.html. Läst 23 juli 2013.